# ایم کوان تک
ایم کوان تک (کره‌ای: 임권택؛ زادهٔ ۸ دسامبر ۱۹۳۴) کارگردان اهل کره جنوبی است. تا بهار سال ۲۰۱۵، او ۱۰۲ فیلم کارگردانی کرده است. از جمله آثار او می‌توان به پسر ژنرال، جشنواره و وسواسی اشاره کرد.